# Alessandro Potenza
Alessandro Potenza (né le 8 mars 1984 à San Severo, dans la province de Foggia, dans la région des Pouilles) est un footballeur italien qui évolue au poste de défenseur.

## Biographie
Alessandro Potenza fait ses premiers pas de footballeur dans le club de l'US Foggia avant de passer en 2001, à 17 ans, à l'Inter de Milan. Avec l'équipe de jeune du club milanais il remporte le championnat et le Torneo di Viareggio lors de la saison 2001-2002. En 2003, il est en partie intégré à l'équipe première, participant à un match de Coupe d'Italie. Durant l'été, il remporte avec l'équipe d'Italie le Championnat d'Europe de football des moins de 19 ans organisé au Liechtenstein après une victoire 2-0 en finale contre le Portugal. Faute de temps de jeu à l'Inter de Milan, il est prêté pour la saison 2003-04 à l'Ancona, où il ne dispute qu'un match, son premier en Serie A, avant de passer en janvier à l'Parme FC où, avec 13 matchs au compteur, il trouvera un peu de temps de jeu. Il finit 5e de Serie A avec le club. 
Il fait aussi ses premiers pas en équipe d'Italie espoirs, où il s'imposera en tant que titulaire au poste de latéral droit. Il participe en tant que titulaire au Championnat d'Europe de football espoirs 2004 en Allemagne et remporte la compétition, au détriment de la Serbie-et-Monténégro (3-0). 
Il reste en prêt au Parme FC pour la saison 2004-05 où il joue 16 matchs de championnat plus 3 en Coupe de l'UEFA, ses premiers sur la scène européenne.  En janvier, il est à nouveau prêté, cette fois-ci au Chievo Vérone, toujours en Serie A, mais sans toutefois être beaucoup sollicité (seulement 4 matchs joués). Le club termine 15e et se sauve. Toujours sous contrat avec l'Inter de Milan, il est prêté en Espagne pour la saison 2005-06, au RCD Majorque, en 1re division. Il joue 17 matchs et termine 12e du championnat.
Il participe ensuite, toujours en tant que titulaire, au Championnat d'Europe de football espoirs 2006 au Portugal mais l'Italie est éliminée dès la phase de poule. Potenza marque néanmoins son premier et unique but sous le maillot italien lors du premier match contre le Danemark (3-3).
À l'été 2006, la Fiorentina achète le joueur à l'Inter de Milan. Alessandro Potenza n'y est pas considéré comme un titulaire et ne joue que 19 matchs, ponctués par son premier but dans l'élite en décembre, contre Messina. Le club termine 6e de Serie A. À l'été 2007, il doit déclarer forfait pour le Championnat d'Europe de football espoirs 2007 à cause d'une blessure. Sa seconde saison en Toscane, 2007-08, est tout aussi difficile : il joue 15 matchs, sans marquer. Le club termine 4e. À la recherche d'une place de titulaire, il signe à l'été 2008 au Genoa CFC pour un peu plus de 2 millions d'euros. Ne jouant que 5 petits matchs durant la première partie de saison, il passe en copropriété au Catania. En Sicile, il joue 11 matchs et marquera un but contre la Reggina Calcio lors de sa première demi-saison. Le club termine 15e et se sauve. 
D'un commun accord, avec le Genoa CFC, la copropriété est renouvelée pour la saison 2009-10. Potenza est toujours employé avec parcimonie (18 matchs joués, 0 but marqué).

## Carrière
- 2002-2006 :  Inter Milan
  - jan. 2004 :  Ancone (prêt)
  - fév. 2004-jan. 2005 en football :  Parme AC (prêt)
  - fév. 2005-2005 en football :  Chievo Vérone (prêt)
  - 2005-2006 :  Real Majorque (prêt)
- 2006-2008 :  ACF Fiorentina
- 2008-déc. 2008 :  Genoa CFC
- jan. 2009-2013 :  Catane
- 2013-2014 :  Modène
- 2014-2015 :  US Foggia
- 2015-jan. 2016 :  Chennaiyin FC
- jan. 2016-déc. 2016 :  Casertana FC

## Palmarès
- Indian Super League en 2015
- Vainqueur du championnat d'Europe espoirs en 2004 avec l'équipe d'Italie espoirs
- Vainqueur du championnat d'Europe des moins de 19 ans en 2003 avec l'équipe d'Italie des moins de 19 ans